# アデルの恋の物語
『アデルの恋の物語』（アデルのこいのものがたり、L'Histoire d'Adèle H.）は1975年のフランスの伝記恋愛映画。『レ・ミゼラブル』などで知られるフランスの文豪ヴィクトル・ユーゴーの次女アデル（アデール）の狂気的な恋の情念を描く。フランセス・ヴァーノア・ギールの『アデル・ユーゴーの日記』が原典。トリュフォーの古典主義への回帰を決定付ける作品となった。

## ストーリー
1863年、アメリカ南北戦争は激しさを増しており、イギリスはノバスコシア州（カナダ）のハリファックスに駐留していた。その港に、可憐で清楚な身なりをした女アデル・ユーゴーが降り立った。フランスの大作家ヴィクトル・ユーゴーの次女である彼女は、かつて一度だけ愛し合った英国騎兵中尉アルバート・ピンソンを追って、海を渡ってきたのだった。
慎ましい下宿の部屋で、来る日も来る日もピンソンにあてた手紙を書き続けるアデルだったが、一度も返信は無く、異国での孤独と愛の焦燥にとらわれた彼女は連夜のごとく悪夢を見るようになる。それは、敬愛していた姉のレオポルディーヌが舟もろとも溺れ死ぬ夢―。
本屋の主人ホイッスラーからピンソンには多額の借金があるという噂を聞いても、アデルは彼に恋文を届けることをやめない。ついにある日、ピンソンがアデルの下宿にやってきた。慌てて身支度を整えて迎えたアデルを、ピンソンは冷たく突き放す。彼女と結婚するつもりもなく、もはや関係は終わったのだと。そして両親の元へ帰るように諭した。
ピンソンに冷たい仕打ちを受けてもなお、アデルは彼に恋することを止めようとせず、何かに駆り立てられるかのように自らを狂気の淵へと追いやっていく…。

## キャスト
- アデル・ユゴー - イザベル・アジャーニ（日本語吹替：土井美加）
- アルバート・ピンソン - ブルース・ロビンソン
- サンダース夫人 - シルヴィア・マリオット
- 本屋 - ジョゼフ・ブラッチリー
- 催眠術師 - イヴリー・ギトリス

日本語吹替
初放送1981年5月8日 TBS 『金曜ロードショー』

## 解説
- 1863年当時、父ヴィクトル・ユーゴーはルイ・ナポレオンを批判し、英仏海峡に浮かぶイギリス領チャネル諸島のガーンジー島で亡命生活を送っており、そこからアデルに送金していた。
- 1866年、ピンソンはカリブ海地域の英国植民地の中心地であるバルバドスに駐留し、アデルは再び彼の後を追った。

- ハリファックスのシーンはガーンジー島で、バルバドス島のシーンはアフリカのセネガルの首都ダカールの真向かいにあるゴレ島で、それぞれ撮影された。
- トリュフォーは本作の企画を6年間暖めていたのだが、テレビでイザベル・アジャーニを見て、すぐさま彼女のために脚本を書き上げたという。実際、本作によってイザベル・アジャーニの存在を世に知らしめた。のちに、アジャーニは「この映画のおかげで今の私がある」と語った。
- 実際にアデルがカナダに渡ったときの年齢は33歳であり、当時18歳のイザベル・アジャーニとは年齢にひらきがあるが、そのことについてトリュフォー監督は「誰もそんなことは考えないだろうよ」と答えただけだったという。
- 高名なヴァイオリニストであるイヴリー・ギトリスが端役で出演しており、音楽関係者や愛好家の間で話題になった。